# Tři mušketýři (film, 2011)
Tři mušketýři je dobrodružný akční 3D film z roku 2011, který byl natočen v německo-francouzsko-britsko-americké koprodukci na námět stejnojmenné románové epopeje Tři mušketýři Alexandra Dumase staršího. Film režíroval britský režisér Paul W.S. Anderson. V hlavních rolích hrají Logan Lerman (D'Artagnan), Matthew Macfadyen (Athos), Ray Stevenson (Porthos) a Milla Jovovich (Milady de Winter). Hudbu složil Paul Haslinger.

## Obsazení

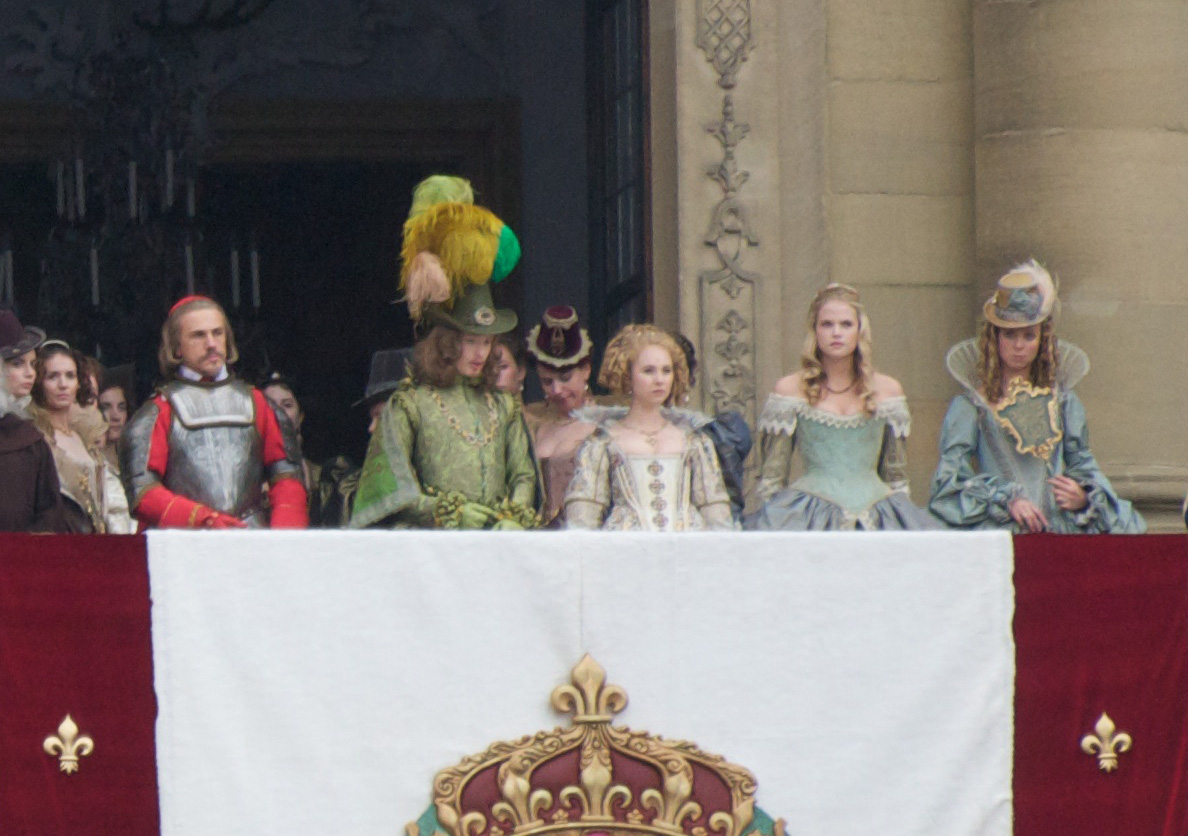
Z natáčení filmu

| Herec/Herečka     | Role ve filmu      |
| ----------------- | ------------------ |
| Logan Lerman      | D'Artagnan         |
| Matthew Macfadyen | Athos              |
| Ray Stevenson     | Porthos            |
| Luke Evans        | Aramis             |
| Milla Jovovich    | Milady de Winter   |
| Christoph Waltz   | Cardinal Richelieu |
| Orlando Bloom     | Duke of Buckingham |